# El pasado oculto

El pasado oculto es la tercera novela de la serie Aprendiz de Jedi, basada en el universo de Star Wars, y está escrita por Jude Watson. Fue publicada por Scholastic Press en inglés (agosto de 1999) y por Alberto Santos Editor en español.

## Argumento
El joven Obi-Wan Kenobi ha sido aceptado como Padawan por Qui-Gon Jinn. Ahora los dos luchan mano a mano para escapar de droides asesinos y descubrir la terrible verdad de que el mundo de Phindar es controlado a base de borrar la memoria a la gente que lo habita.